# 额尔克哈什哈苏木
额尔克哈什哈苏木，是中华人民共和国内蒙古自治区阿拉善盟阿拉善左旗下辖的一个乡镇级行政单位。

## 行政区划
额尔克哈什哈苏木下辖以下地区：
乌尼格图嘎查、巴彦淖日嘎查、乌日图霍勒嘎查、格丁嘎查、沙日呼鲁斯嘎查、巴彦霍勒嘎查、图兰太嘎查和查干淖日嘎查。